# Szalinia
Szalinia — вимерлий рід опосумів (Didelphimorphia), що жили в раннього палеоцені Південної Америки (Болівія).